# Le Capitaine Fracasse (film, 1909)
Pour les articles homonymes, voir Le Capitaine Fracasse et Fracasse.
Pour plus de détails, voir Fiche technique et Distribution.
Le Capitaine Fracasse est un film muet français écrit et réalisé par Victorin Jasset, sorti en 1909.
Ce court métrage est une adaptation du roman éponyme en deux volumes de Théophile Gautier publié par les éditions Charpentier, en 1863.  

## Synopsis
Le baron de Sigognac accueille dans son « manoir de la misère » une troupe de comédiens itinérants. Il tombe amoureux d'Isabelle, l'ingénue de la troupe et, pour se rapprocher d'elle, devient acteur dans la compagnie. Malheureusement, lors d'une représentation au château du puissant duc de Villombreuse, ce dernier tombe lui aussi sous le charme d'Isabelle. Sans retour. Mais l'odieux personnage, habitué à ce que nul ne lui résiste, charge le bandit Agostin de l'enlever. La jeune fille sera à lui de gré ou de force...

## Fiche technique
- Titre : Le Capitaine Fracasse
- Réalisateur : Victorin-Hippolyte Jasset
- Scénario : Victorin-Hippolyte Jasset, d'après le roman éponyme de Théophile Gautier
- Société de production : Société française des Films Éclair
- Sociétés de distribution : Société française des Films Éclair (France) ; Film Import and Trading Company (États-Unis)
- Distribution en DVD : Lobster Films
- Pays d'origine :  France
- Langue : film muet avec les intertitres  en français
- Format : Noir et blanc — 35 mm — 1,33:1 — Muet
- Métrage : 220 mètres (1 bobine)
- Genre : Film d'aventure, Film d'amour
- Durée : 9 minutes
- Dates de sortie :
  -  France : 22 novembre 1909 | 29 juin 2015 (DVD)
  -  États-Unis : 6 décembre 1909

## Distribution
- Jean-Marie de l'Isle : le baron de Sigognac, alias le Capitaine Fracasse

## À noter
- Le film a été tourné aux studios d'Épinay, avenue d'Enghien à Épinay-sur-Seine.